# Fenglin (köpinghuvudort i Kina, Hubei Sheng, lat 29,76, long 115,40)
Fenglin är en köpinghuvudort i Kina. Den ligger i provinsen Hubei, i den centrala delen av landet, omkring 140 kilometer sydost om provinshuvudstaden Wuhan. Antalet invånare är 36 878. Befolkningen består av 17 875 kvinnor och 19 003 män. Barn under 15 år utgör 21,0 %, vuxna 15-64 år 71 %, och äldre över 65 år 7,0 %.
Runt Fenglin är det tätbefolkat, med 297 invånare per kvadratkilometer. Närmaste större samhälle är Wuxue Shi, 17,2 km norr om Fenglin. Trakten runt Fenglin består till största delen av jordbruksmark.
Genomsnittlig årsnederbörd är 2 084 millimeter. Den regnigaste månaden är maj, med i genomsnitt 332 mm nederbörd, och den torraste är januari, med 56 mm nederbörd.